# Castillo de Serrella
El castillo de Serrella se encuentra entre el término municipal de Bañeres, en la provincia de Alicante, España, a una altitud de 1050 m s. n. m. Es un Bien de Interés Cultural.
De origen musulmán, protegía el lugar de Serrella, el cual, tras la Reconquista, fue donado a Jofré de Loaisa. Posteriormente, se despobló en favor de la vecina Bañeres. El castillo, con el paso del tiempo, quedó en ruinas. Actualmente, tan solo se conservan algunes partes de la muralla y restos de las torres.